# Amomum tephrodelphys
Amomum tephrodelphys är en enhjärtbladig växtart som beskrevs av Karl Moritz Schumann. Amomum tephrodelphys ingår i släktet Amomum och familjen Zingiberaceae.
Artens utbredningsområde är Sumatera. Inga underarter finns listade i Catalogue of Life.